# Blattkaktus

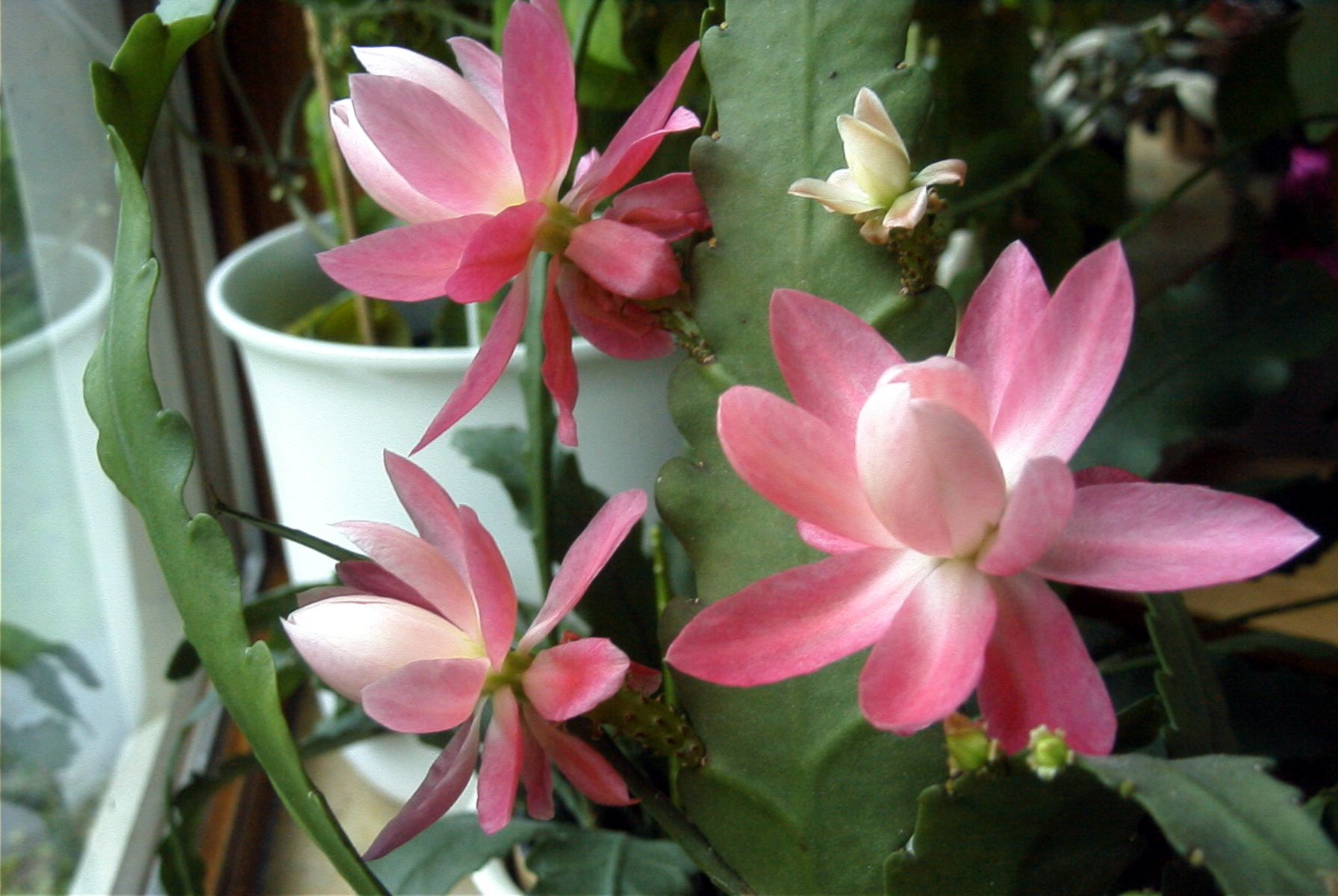
Deutsche Kaiserin, ein alter, relativ bekannter Blattkaktus.

Der umgangssprachliche Sammelbegriff „Blattkakteen“ (früher auch Phyllokakteen) bezeichnet eine Reihe von Kakteen verschiedener Gattungen, darunter Disocactus, Epiphyllum, Hatiora, Lepismium, Rhipsalis, Selenicereus, Schlumbergera, sowie Hybriden dieser und anderer Gattungen.
Die meisten als „Blattkakteen“ bezeichneten Arten haben abgeflachte Sprosse und leben epiphytisch auf anderen Pflanzen, selten als Litophyten auf Steinen. Ihre äußerliche Ähnlichkeit führte dazu, dass man sie für eine geschlossene Gruppe hielt. Der Trivialname geht auf den alten, nicht mehr gültigen Gattungsnamen Phyllocactus (dt. „Blattkaktus“) zurück. Heute werden die Arten in der botanischen Systematik in verschiedene Gattungen, vor allem Epiphyllum und Disocactus, eingeordnet.
Das spielt jedoch weder im Handel, noch bei Liebhabern eine große Rolle, da vor allem die Hybriden und Sorten gepflegt und gehandelt werden. Diese sind oft anspruchsloser als die Wildarten. Und während etwa die Arten der Gattung Epiphyllum sämtlich Nachtblüher sind, blühen die gehandelten Sorten fast alle tagsüber.

## Erscheinung
Blattkakteen zeichnen sich meist durch stark abgeflachte, chlorophyllhaltige Sprosse, sogenannte Platykladien aus (Epiphyllum, Disocactus, Schlumbergera), die beim Laien den Eindruck erwecken können, es handele sich um Blätter. Dass es sich um Sprosse handelt, ist daran zu erkennen, dass — wenn auch nur bei sehr jungen Sprossen zarte Schuppenblättchen erscheinen, die meist rasch vergehen. In deren Blattachseln entstehen auch die Anlagen für Seitensprosse und Blüten. Hier sitzen auch oft Dornen, die jedoch selten länger als einige Millimeter werden und so fein und weich wie Haare, bestenfalls Borsten sind. Auch diese fallen oft bald ab. Einige Zuchtsorten, an denen Arten anderer Gattungen beteiligt sind, tragen allerdings kleine, schmerzhaft stechende Dornen.
Einige wenige Arten besitzen dünne drehrunde oder kantige stängelartige Triebe. Hierzu gehören vor allem Vertreter der Gattung Rhipsalis.

## Bekanntheit
Während die Weihnachtskakteen, Hybriden und Sorten der Gattung Schlumbergera, und Osterkakteen, Hybriden und Sorten der Gattung Hatiora (früher Rhipsalidopsis), allgemein bekannt und als beliebte Topfpflanzen regelmäßig im Handel erhältlich sind, führen die zahllosen Hybriden der größer werdenden Arten (insbesondere der Gattung Epiphyllum) im Handel ein Schattendasein, obwohl sie mit Blüten mit Durchmessern bis über 20 Zentimeter zu den beeindruckendsten Blühern zählen. Das ist zum Teil darauf zurückzuführen, dass diese Sorten sehr groß und ausladend wachsen können (je nach Alter sind Durchmesser bis zu 2 Metern keine Seltenheit) und vor allem dann zu üppiger Blüte kommen, wenn sie im Winter eine Ruhephase bei Temperaturen um 10 °C bis 15 °C einlegen können, was in zentral beheizten und wärmeisolierten Gebäuden nur schwer geboten werden kann.
Einige ältere Sorten, wie der sogenannte „Schusterkaktus“ (mehrere frühe Hybriden von Disocactus ackermannii werden im Volksmund so genannt), haben noch eine gewisse Verbreitung und werden meist als Stecklinge weitergegeben. Das geht bei Blattkakteen sehr einfach, weil man frisch geschnittene Sprossstücke einfach in einem (am besten gepolsterten) Briefumschlag versenden kann. Sie überstehen so Monate. Selbst Sprossstecklinge, die bis zu einem Jahr unbeachtet liegen geblieben sind, können mit etwas Sorgfalt bewurzelt und zum Wachsen gebracht werden. Züchter beschäftigen sich dagegen nicht nur mit der bloßen Vermehrung, sondern vor allem mit der Entwicklung neuer Sorten mit besonderen Blüten oder kompakterem Wuchs.

## Zucht
Die Blattkakteenzucht begann in Deutschland mit dem sächsischen Gärtner Johannes Nikolai (1860–1901) aus Mittweida, Sachsen. In der ersten Hälfte des 20. Jahrhunderts war der ebenfalls sächsische Gärtner Curt Knebel (1871–1954) aus Erlau einer der bekanntesten Züchter von Blattkakteen. Sein Buch „Phyllokakteen“ gilt noch heute vielen Freunden von Blattkakteen als Standardwerk. Zahlreiche Sorten aus seiner Zucht sind auch heute noch beliebt und dienen Züchtern als Ausgangsmaterial. Heute gilt als Ziel vieler Züchter nicht nur die Erzielung neuer Blütenfarben, -formen und -größen. Auch duftende Blüten sind Ziel der züchterischen Arbeit. Und gerade bei den großblütigen Sorten versuchen manche Züchter, Pflanzen mit kompakter wachsenden Sprossen zu erhalten, die dann ebenso große Blüten tragen.
Sehr viel seltener als die Sorten werden Wildarten gehalten und gezüchtet. Das liegt zum einen an der etwas größeren Empfindlichkeit, aber auch daran, dass oft nur wenige Exemplare jemals aus den Ursprungsländern in Mittel- und Südamerika eingeführt wurden und viele der Arten nicht selbstfertil sind, so dass man, um von diesen Arten Samen erhalten zu können, Pflanzen besitzen muss, deren Erbgut nicht identisch ist. Von manchen Arten ist möglicherweise nur ein einziger Klon in Menschenobhut bekannt.

## Weiterführende Literatur
- Berliner Kakteenfreunde e.V. (Hrsg.): Blütenpracht wie bei Orchideen: Die Epikakteen-Züchtungen von Helmut Paetzold. Berliner Kakteenblätter, Heft 4, 2004.
- Gordon D. Rowley: Zur Genealogie der „Phyllohybriden“ (Epicacti). In: Curt Backeberg: Die Cactaceae. Band 6, Jena 1962, S. 3545–3572.